# ماتیاس آکونا
ماتیاس آکونا (انگلیسی: Mathías Acuña؛ ۲۸ نوامبر ۱۹۹۲ – ۴ ژانویهٔ ۲۰۲۵) بازیکن فوتبال اهل اروگوئه بود، که در پست مهاجم برای لامیا در سوپر لیگ فوتبال یونان بازی می‌کرد.
آکونا در ۴ ژانویهٔ ۲۰۲۵، در سن ۳۲ سالگی درگذشت. گفته می‌شود که دلیل مرگ وی، خودکشی بوده‌است.